# Kodaira
Kodaira (小平市 -shi) é uma cidade japonesa localizada na província de Tóquio.
Em 2003, a cidade tinha uma população estimada em 182 549 habitantes e uma densidade populacional de 8 922,24 h/km². Tem uma área total de 20,46 km².
Recebeu o estatuto de cidade a 1 de Outubro de 1962.